# Carmen Cardenal
Carmen Prieto Ruiz (n. Delicias, Chihuahua; 16 de julio de 1955) conocida por su nombre artístico Carmen Cardenal, es una cantante de música ranchera y actriz mexicana. Su carrera musical incluye 15 producciones discográficas. Nominada como mejor actriz al premio Ariel en 1991 por su participación en la película Tres veces mojado.

## Semblanza biográfica
Nació bajo el nombre de Carmen Prieto Ruiz en Delicias, Chihuahua, hija de Teresa Ruiz Ruiz y Gabriel Prieto García. En su niñez, gracias al apoyo de su cuñado Juan de la Cruz Acosta, participó en programas de radio y televisión. Tomó clases de canto con el maestro Lauro Castañón. En 1977, con 21 años, llega a la Ciudad de México, donde participó en un concurso en el programa televisivo Siempre en Domingo, del cual resultó finalista.

## Carrera musical
En los inicios de su carrera el compositor Federico Méndez la bautizó como Los Ojos Verdes de la canción ranchera.
Durante la década de los 80 se presentó en radio y televisión, lo que le permitió abrirse camino en múltiples foros de la república mexicana, así como realizar giras internacionales en Estados Unidos, Centro y Sudamérica, así como el Caribe y España. 
Entre sus primeros éxitos destacan "No pensaba Volver", "Mi Greñudo" , "Regrésate mejor", "El cuatro manos", "Las Mulas de Moreno" y "Cuando no hay Amor ni las Cobijas Calientan".
En 1990, Carmen incursiona en la balada con el disco titulado "De distinto Modo", con acompañamiento de mariachi y orquesta.
En el 2000, graba "20 Éxitos de la Música Ranchera" con canciones como "Las Ciudades", "Mi Tenampa", de José Alfredo Jiménez, "Leña de Pirul", "Bala Perdida" y "Puñalada Trapera" de Tomás Mendez. "Cartas Marcadas" y "Creí" de Chucho Monge, así como "Estrellita Marinera" de Alfonso Esparza Oteo, entre otros. Para 2002, hace un homenaje al cantautor mexicano Juan Gabriel, con un CD titulado "Carmen interpreta a Juan Gabriel".
En 2006, produce “Un Canto a mi tierra”, evocación de su natal Chihuahua, con popurrìs alegóricos al Estado, canciones de arraigo popular como "Flor de capomo", "Aquel amor", "Acá entre nos", "Un puño de Tierra", así como un tema de su propia autoría dedicado a su coterráneo, el escultor Enrique Carbajal, más conocido por su nombre artístico Sebastian. Con el ánimo de continuar posicionado la música chihuahuense, graba en 2008 "Norteña de Corazón". 
En 2008, cantó en el Palacio de Bellas Artes en homenaje póstumo al dramaturgo y amigo Víctor Hugo Rascón Banda.
Para 2010 publica Sentimentalísimo, un disco que mezcla música ranchera, boleros y baladas. Ese mismo año, con motivo de los festejos del centenario de la revolución mexicana, realizó el concierto "Chihuahua, cuna de la Revolución, que evocó los principales corridos revolucionarios mezclados con música vanguardista y mariachi, con presentaciones en el Teatro de la Ciudad (Esperanza Iris), en el Distrito Federal y Chihuhahua.
En noviembre de 2012 incursiona como bolerista, con su Álbum 42 Boleros de Oro, con canciones de Gonzalo Curiel, Álvaro Carrillo, Armando Manzanero, Gabriel Ruiz, Emma Elena Valdelamar, Wello Rivas y Vicente Garrido, entre otros.

## Actuación
En 1978, participa en los festivales de cine organizados por PECIME (Periodistas Cinematográficos de México, donde surge la oportunidad de incursionar en el cine y debuta en 1979 con un estelar cantando y actuando en la película " La Cosecha de Mujeres".
En 1984 debuta en teatro con la comedia musical ranchera "El Quelite", al lado de Manuel Medel y Rosenda Bernal.
En 1991, por su trabajo realizado en "Tres Veces Mojado" obtuvo la nominación como mejor actriz en los premios Ariel de la Academia Mexicana de Ciencias y Artes Cinematográficas, A.C.

## Discografía
- Enséñame a Querer (1978)
- No me mires a los ojos (1979)
- Y me dolió el recuerdo (1979)
- Disco Novela  (1979)
- Carmen Cardenal (1980)
- Brilla una Estrella (1982)
- Alegre y Romántica (1983)
- Hijo de la Mala vida (1984)
- Favoritas de Carmen Cardenal (1986)
- De Distinto Modo (1990)
- 20 Grandes éxitos de la Canción Ranchera (2000)
- Muy Norteña Discos Continental (2002)
- Interpreta a Juan Gabriel (2004)
- Un Canto a mi Tierra (2007)
- Norteña de Corazón (2009)
- Sentimentalísimo (2010)
- Pancho Villa Un Canto a tu Corazón (2010)
- Álbum 42 Boleros de Oro (2012)
- Los Originales (2013)

## Filmografía
- La Cosecha de Mujeres (1979)
- El Canto de los Humildes (1980)
- Tijuana Caliente (1980)
- Contrabando Humano (1981)
- Los Fayuqueros de Tepito (1981)
- El Traficante (1982)
- Ratas de la Frontera (1983)
- El Traficante 2 (1984)
- El Puente (1984)
- La Banda de la Sotana Negra (1985)
- El Gato Negro (1985)
- Matanza en Matamoros (1985)
- El Puente 2  (1986)
- Camino al Infierno (1987)
- Muelle Rojo (1987)
- Alto Poder (1988)
- Tres Veces Mojado (1990)
- Bronco (1991)
- La fuerza de la Sangre (1992)
- Conflicto Mortal (1992)
- Me llaman la Chata Aguayo (1994)
- El Baile (1999)
- Las Armas  (2012)[8]